# لينكوفا
لينكوفا (بالإنجليزية: Linkuva) هي منطقة سكنية تقع في ليتوانيا في Pakruojis district municipality. يقدر عدد سكانها بـ 1,770 نسمة .